# Diecezja Bungoma
Diecezja Bungoma (łac. Dioecesis Bungomaensis) – diecezja rzymskokatolicka w Kenii. Erygowana 27 kwietnia 1987, została sufraganią metropolii Nairobi. W 1990 papież Jan Paweł II postanowił, że diecezja będzie należeć do metropolii Kisumu.

## Główne świątynie
- Katedra: Katedra Chrystusa Króla w Bungomie

## Biskupi diecezjalni
- Bp Longinus Atundo (1987 – 1996)
- Bp Norman King’oo Wambua (1998 – 2018)
- Bp Mark Kadima (od 2022)